# Томас Тухел
Томас Тухел (на немски: Thomas Tuchel) е бивш германски футболист и настоящ треньор.

## Кариера

### Кариера като футболист
Тухел е юноша на Аугсбург. От 1992 до 1994 играе за тогава втородивизионния Щутгартер Кикерс. След това се присъединява към третодивизионния ССВ Улм, където през 1998 прекратява кариерата си поради хронична контузия.

### Треньорска кариера
Томас Тухел започва треньорската си кариера през 2000 година, когато поема младежкият отбор на Щутгарт. След това, през 2005 се завръща в родния си Аугсбург, където в продължение на 3 години води втория отбор на клуба. На 3 август 2009 е обявен за старши треньор на Майнц 05. Това е първият професионален отбор, воден от Тухел. През сезон 2010/11 Майнц започва шампионата със седем поредни победи, включително и над Байерн Мюнхен. В крайна сметка отборът завършва сезона на 5-о място, което го класира за Лига Европа. След като за втори път в кариерата си класира Майнц за Лига Европа, през сезон 2013/14, Тухел подава оставка. Равносметката от престоя му в Майнц е 72 победи, 46 равенства и 64 загуби, което е рекорд. На 19 април 2015 е обявено, че Тухел ще замени Юрген Клоп на начело на Борусия Дортмунд след края на сезон 2014/15. Под неговото ръководство Борусия започва следващият сезон силно, като записва серия от 11 поредни победи.
Уволнен последователно от Борусия Дортмунд, ПСЖ, Челси и Байерн.